# Ullastrell
Ullastrell är en ort och kommun i Spanien.   Den ligger i provinsen Província de Barcelona och regionen Katalonien, i den östra delen av landet, 500 km öster om huvudstaden Madrid. Ullastrell ligger 317 meter över havet och antalet invånare är 1 467.
Terrängen runt Ullastrell är kuperad åt nordväst, men åt sydost är den platt.Runt Ullastrell är det mycket tätbefolkat, med 3 623 invånare per kvadratkilometer. Närmaste större samhälle är Terrassa, 6,8 km nordost om Ullastrell. Runt Ullastrell är det i huvudsak tätbebyggt.